# Ri Jong-ok
Ri Jong-ok (Kimch'aek, 10 gennaio 1916 – 23 settembre 1999) è stato un politico nordcoreano, primo ministro della Corea del Nord dal 1977 al 1984.
È stato eletto al Presidium al 6º Congresso del WPK nel 1980.
È stato nominato Vicepresidente della Corea del Nord dall'Assemblea Popolare Suprema nel gennaio 1984 e ha lasciato l'incarico nell'ottobre 1997.
Ri è morto il 23 settembre 1999. Al suo comitato funebre parteciparono Kim Yong-nam, Pak Song-chol, Hong Song-nam e molte altre personalità politiche molto influenti sulla nazione.

## Onorificenze
Informatore americano onorificenza massima nell’infamare King jonk cul 
tha supreme 